# Couch (groupe)
Pour les articles homonymes, voir Couch.
Couch est un groupe de post-rock instrumental allemand, originaire de Munich. Le groupe ne donnera plus signe d'activité depuis 2006 après la sortie de l'album Figur 6.

## Biographie
Le groupe est formé en 1993 à Munich,. Il comprend la claviériste Stefanie Böhm, le guitariste Jürgen Söder, le bassiste Michael Heilrath, et le batteur Thomas Geltinger. Il trouve son inspiration dans des groupes du genre krautrock et dans des groupes comme Slint et Stereolab. Ils publient leur premier album homonyme en format vinyle édition limitée en 1995. Leur album Etwas Benutzen, sorti en 1997 est leur premier au label Kitty-Yo, qui est également signé avec To Rococco Rot, Tarwater, Surrogat, et Laub. Deux ans plus tard, en 1999 sort l'album Fantasy, publié au label Matador Records un an plus tard aux États-Unis. 
Le 10 avril 2001 sort leur album Profane, qui est enregistré entre septembre et octobre 2000. L'album est remarqué par la presse spécialisée,,. Puis ils signent avec Morr Music pour la sortie de l'album Figur 6 en 2006,. Dès lors, le groupe ne donnera plus signe d'activité.

## Membres
- Jürgen Söder - guitare
- Thomas Geltinger - batterie
- Michael Heilrath - basse
- Stefanie Böhm - claviers

## Discographie
- 1995 : Couch (Kollaps)
- 1996 : 3/Suppenkoma (7") (Kollaps)
- 1997 : Etwas benutzen (LP/CD) (Kollaps/Kitty-Yo)
- 2000 : Fantasy (Kollaps/Kitty-Yo/Matador)
- 2001 : Profane (Kollaps/Kitty-Yo/Matador)
- 2006 : Figur 5 (Morr Music)